# سیارک ۱۷۷۴۶
سیارک ۱۷۷۴۶ (به انگلیسی: 17746 Haigha، نامگذاری:1998BU41) هفده هزار و هفتصد و چهل و ششمین سیارک کشف شده‌است که در ۳۰ ژانویه ۱۹۹۸ کشف شد.
قدر مطلق سیارک برابر ۱۴٫۱۰ است.